# Gadjo
Gadjo (vrouwelijk gadji, meervoud gadje) is in het Romani een benaming voor iemand die geen Roma of Sinto is (letterlijk: een burger). Meestal is het iemand die geen etnische Roma is, maar het kan ook een etnische Roma zijn die buiten de Roma gemeenschap en cultuur leeft. 
De term Gadjo wordt gebruikt om "buitenstaanders" aan te duiden die binnen of in de nabijheid van de Roma gemeenschap wonen. Roma in West-Europa en Amerika beschouwen gadje vaak als "onreine" personen omdat ze denken dat alleen het volgen van de Roma code iemand "rein" maakt.

## Etymologie
De precieze herkomst van het woord is niet bekend. Een theorie zegt dat het komt van het proto-Romani woord voor "boer" en dezelfde wortel heeft als het Romani woord "gav" (dorp). Roma voorouders waren nomadische muzikanten en ambachtslieden; zij woonden niet in dorpen. In de Latijnse wereld zijn de afleidingen gachó en gachí 'man of minnaar', en 'vrouw of meisje' gaan betekenen nadat ze in het Caló zijn opgenomen.

## Afleidingen
Het slangwoord gadgie dat in Schotland en Noord-Oost Engeland veel gebruikt wordt, is een andere vorm van het oorspronkelijke Romani woord. 
Gadjo wordt ook als een slang woord gebruikt in Frankrijk, vooral in het zuiden, waar het hetzelfde betekent als gadgie. 
Een andere vorm van Gadjo is Gajo, dat in Portugal vaak gebruikt wordt. 
Het onzijdige Bulgaarse woord гадже (uitgesproken als GA-djeh), betekent 'vriend' of 'vriendin' en is het meest gebruikte woord met deze betekenis.
De Roemeense zelfstandige naamwoorden gagic en gagică betekenen ook 'vriend' en 'vriendin', maar kunnen ook 'jongen' en 'meisje' betekenen.